# デルタ (船)
デルタ (Delta) はP&O社の鉄製外輪船。イギリスで建造・運用後に日本政府が購入し、三菱汽船（現・日本郵船）に委託（のちに払い下げ）されて運用され、さらにアメリカ合衆国に売却された。

## 来歴
1859年、テムズ鉄工造船所で建造。1618総トン。アレクサンドリア航路の定期船で、1859年10月12日に処女航海に出発した。
1869年11月17日、スエズ運河開通式に参加。招かれた船はポートサイドから運河を通ってスエズまでパレードしたが、「デルタ」は途中までしか参加しなかった。
台湾出兵時の軍事輸送に用いるために日本政府は1874年5月から1875年3月にかけて「デルタ」を含め13隻の船を購入した。「デルタ」は1874年に購入され、「高砂丸」（2121総トン）となった。
購入された13隻の船は三菱汽船会社に委託され、1875年1月に上海航路開設が命じられると三菱は「高砂丸」他3隻を就航させた。2月21日に「高砂丸」は上海へ向かった。このころ、「高砂丸」はスクリュー船に改装されている。9月、13隻は三菱に払い下げられた。また同月、三菱汽船会社は郵便汽船三菱会社と改称された。1885年に郵便汽船三菱会社は共同運輸と合併して日本郵船となり、「高砂丸」も日本郵船に継承された。
日清戦争では陸軍に徴傭された（1894年6月12日徴傭、1895年12月16日解傭）。
1898年1月28日、アメリカに売却され「センテニアル (Centennial)」と改名。
日露戦争時、ウラジオストクへの密輸船となり、1905年10月13日に宗谷海峡で日本海軍に拿捕されたが、ポーツマス条約調印後に拿捕された船は解放ということになった。「センテニアル」は解放されてメリカへ戻る途中、行方不明となった。1913年に樺太北方の氷海でロシア人により発見されたが、乗組員の痕跡はなく、船体は放棄された。